# Коронель, Пастор
Пастор Мильсиадес Коронель (исп. Pastor Milciades Coronel; 9 августа 1929, Сан-Эстанислао — 19 сентября 2000, Асунсьон) — парагвайский полицейский и ультраправый политик, директор службы следствия и политического сыска DIPC при правлении Альфредо Стресснера. Один из руководителей карательного аппарата, организатор политических репрессий стронистского режима. После падения режима приговорён к длительному тюремному заключению за пытки и убийства. Умер в тюрьме.

## Из Минкульта в МВД
Родом из города Сан-Эстанислао, именуется также Сантани (департамент Сан-Педро) — крупного образовательного центра Парагвая. Служил на чиновных должностях в министерстве образования и культуры. Придерживался ультраправых стронистских взглядов, состоял в партии Колорадо. Был активным сторонником диктатора Альфредо Стресснера.
В 1968 президент Стресснер поручил Коронелю возглавить следственное подразделение тайной полиции в системе МВД. Пастор Коронель был назначен директором Департамента расследований столичной полиции (DIPC). В задачи департамента входил политический сыск, расследования и обезвреживание нелегальной политической оппозиции.

## Начальник стронистского следствия

### Репрессии
Через начальников полиции Асунсьона Рамона Дуарте Вэру, Франсиско Бритеса и министра внутренних дел Сабино Монтанаро (член правящего «Золотого квадрата») структура DIPC замыкалась на Альфредо Стресснера. Однако практическую следственно-оперативную деятельность курировал Пастор Коронель. Он руководил арестами, допросами, пытками и тайными убийствами оппозиционеров. В его ведении находилась также выдача идентификационных документов гражданам Парагвая.
Коронель лично участвовал в допросах, применял пытки, организовывал похищения и убийства. Известны примеры генерального секретаря Парагвайской компартии (ПКП) Мигеля Анхеля Солера, лидера парагвайского комсомола Дерлиса Вильягры, профсоюзного активиста члена ПКП Рубена Гонсалеса Акосты. Они были арестованы в конце 1975, в ходе спецоперации МВД/DIPC против коммунистического подполья. Солер и Гонсалес были подвергнуты жестоким пыткам, доставлены в концлагерь и вскоре погибли (есть информация, что Солер был расчленён пилой, и это прослушивал по телефону лично Стресснер). Коронель распорядился повесить Вильягру после одного из допросов. Убийства Солера и Гонсалеса вменялись Коронелю персонально.
При руководящем участии Коронеля был схвачены, подвергнуты пыткам и убиты в апреле 1976 лидер подпольной Военно-политической организации Марио Шерер Проно, участники вооружённого подполья Амилькар Овьедо, Карлос Манкуэло, братья Родольфо и Бенжамин Рамирес Вильялба. Приказ об их ликвидации отдал Пастор Коронель, при этом оформивший документацию о якобы «побеге».
Коронель руководил также репрессиями против либеральных оппозиционеров, социалистов-фебреристов и членов движения МОПОКО. В частности, он организовывал преследование лидера МОПОКО Агустина Гоибуру — арест в 1969, похищение и убийство в 1977. Возглавляемый Коронелем DIPC активно участвовал в Операции «Кондор». На этом направлении Коронель курировал связи с аргентинской SIDE.
Особым направлением борьбы Коронеля являлось преследование лиц, подозреваемых в гомосексуализме. Соответствующая кампания арестов была проведена весной 1982, количество арестованных исчислялось сотнями. Обращение с ними было таким, что в защиту выступила католическая церковь.

### Статус
Как руководящий функционер Колорадо Пастор Коронель был организатор партийных боевых групп Macheteros de Santani. Эти бригады по типу эскадронов смерти формировались из земляков Коронеля, жителей Сан-Эстанислао и окрестных деревень. Бригадирами являлись сотрудники полиции. Macheteros нападали на оппозиционеров, совершали избиения и убийства. Они также выступали на партийных демонстрациях, оказывали психологическое давление на оппонентов, высоко поднимая мачете.
Пастор Коронель активно участвовал в теневом бизнесе, который играл важнейшую роль в экономической системе стронизма. Он занимался контрабандным перегоном скота через парагвайско-бразильскую границу, организовывал торговлю героином. Впоследствии были опубликованы документы, свидетельствующие о связях Коронеля с панамским диктатором Мануэлем Норьегой на почве совместного наркобизнеса.
К концу 1970-х Пастор Коронель принадлежал к верхушке стронистского режима. Он руководил крупной силовой структурой, состоял в руководстве Колорадо, обладал серьёзным личным состоянием. Однако его служебно-политические позиции сильно подорвались в начале 1980-х. Причиной стало убийство в Асунсьоне бежавшего из Никарагуа в Парагвай Анастасио Сомосы. Безопасность Сомосе гарантировал лично президент Стресснер, обеспечение было поручено Коронелю. Однако 17 сентября 1980 Сомоса был убит группой аргентинских боевиков по приказу сандинистского правительства. Этот инцидент сильно ударил по престижу стронистского режима.
Характер деятельности Пастора Коронеля был хорошо известен в стране. Рассказывалось об использовании им на допросах таких методов, как избиение дубинками, плетёными кабелями, погружение в грязную воду. Количество репрессированных Коронелем временами значительно преувеличивается (называются цифры, превышающие 270 тысяч человек, что в принципе едва ли возможно в стране с населением 2-4 млн), однако это несомненно были тысячи парагвайцев. Директора DIPC воспринимали как «самого страшного палача времён диктатуры». Такой репутации способствовали и имиджевые особенности Коронеля — 120-килограммовый вес, демонстративно жестокое выражение лица, явные садистские наклонности.
В конце 1980-х Пастор Коронель стал одним из лидеров — наряду с Сабино Монтанаро, Эухенио Хаке, Рамоном Акино — ортодоксально-стронистской фракции Militancias («Воинствующие»). Фракция добивалась максимального ужесточения режима, пожизненного правления Альфредо Стресснера и последующей передаче президентства его сыну Густаво Стресснеру. Главным лозунгом стала установка «После Стресснера — Стресснер!» «Воинствующие» сумели установить контроль над партией Колорадо, но их планам не суждено было сбыться.

## Суд, тюрьма, смерть
3 февраля 1989 диктатор Альфредо Стресснер был свергнут военным переворотом генерала Андреса Родригеса. Деятели новой власти сами происходили из парагвайской армии и партии Колорадо, являлись убеждёнными стронистами, многие из них были сподвижниками Стресснера, а Родригес — его родственником. Однако Пастор Коронель в новой политической реальности не имел никаких шансов. Ответственность за репрессивную жестокость предшествующих десятилетий возлагалась именно на него и группу его подчинённых.
Коронеля арестовали через несколько дней после переворота. Ему были предъявлены обвинения в злоупотреблении властью, тайных убийствах и применении пыток. В 1992 парагвайский правозащитник Мартин Альмада обнаружил в асунсьонском пригороде Ламбаре «Архивы террора» — досье, отчёты, иная информация о государственном терроре стресснеровских времён. Стали известны шокирующие факты садистских расправ. Против Пастора Коронеля появились новые документальные свидетельства. В его доме в Лиме (департамент Сан-Педро) обнаружилось захоронение убитых.
Пастор Коронель был признан виновным в ряде актов политических репрессий и по совокупности приговорён к 25 годам заключения. Последние годы жизни он провёл в тюрьме. Никак не изменил своих взглядов, никогда не выражал сожаления по поводу прежней деятельности. Скончался в 71-летнем возрасте от сердечного приступа, вызванного избыточным весом.